# 交響曲第6番 (吉松隆)
交響曲第6番「鳥と天使たち」Op.113は、吉松隆が作曲した交響曲である。交響曲第4番と姉妹作品である。

## 作曲の経緯
いずみシンフォニエッタの委嘱により2013年の春に作曲を始め同年6月に完成した。この年は吉松が還暦を迎えた年である。
吉松にとって、自由に歌をさえずる「鳥」と人間を傍観しながら透明に浮遊する「天使」は作曲のイメージを支える重要なテーマである。その2つの存在について還暦を迎えて回顧した、夢の中に浮かぶ鳥と天使の絵が描かれた「音のおもちゃ箱」をインスピレーションとして作曲された。

## 初演
2013年7月13日、いずみシンフォニエッタ定期演奏会にて飯森範親指揮で初演された。

## 楽器編成
フルート（オカリナ持ち替え）、オーボエ（オカリナ持ち替え）、クラリネット（オカリナ持ち替え）、ファゴット（オカリナ持ち替え）、ホルン2、トランペット、トロンボーン、打楽器3（大太鼓、小太鼓、シンバル、トライアングル、タンバリン、貝鳴子、ヴィブラフォン、ガラガラ、ウッドブロック、カバサ、マラカス、スライドホイッスル、バードコール、鈴、カスタネット、マリンバ、アンティークシンバル、ウィンドチャイム、ボンゴ、ハイハット、りん、ウィンドベル、トムトム、タムタム）、ハープ、ピアノ（トイピアノ持ち替え）、弦五部

## 楽曲構成
急・緩・急の3楽章構成。シベリウス、チャイコフスキー、ベートーヴェンなどの第6交響曲やジャズ、吉松の旧作などが走馬灯が駆け巡るように、あるいはおもちゃ箱をひっくり返したように現れる。演奏時間は30分程度。

### 第1楽章：右方の鳥（Bird in Right）
雅楽の「右方の舞（高麗楽）」のもじりと、「光の」を意味する「In Light」の日本語なまりからきている。

### 第2楽章：忘れっぽい天使たち（Forgetful Angels）
パウル・クレーのペン画「忘れっぽい天使」に由来する。

### 第3楽章：左方の鳥（Bird in Left）
雅楽の「左方の舞（唐楽）」のもじりと、酉（とり）に”さんずい”をつけて酒で「左利き」（酒飲みを指す）という洒落からきている。